# Aruba nos Jogos Olímpicos de Verão da Juventude de 2010
Aruba participou dos Jogos Olímpicos de Verão da Juventude de 2010 em Singapura. Sua delegação foi composta de quatro atletas que competiram em três esportes.

## Natação
| Evento                   | Atleta          | Qualificação | Qualificação | Semifinais  | Semifinais  | Final       | Final       |
| Evento                   | Atleta          | Resultado    | Posição      | Resultado   | Posição     | Resultado   | Posição     |
| ------------------------ | --------------- | ------------ | ------------ | ----------- | ----------- | ----------- | ----------- |
| 100 m livre masculino    | Jonathan Ponson | 54.14        | 38º (1º q2)  | Não avançou | Não avançou | Não avançou | Não avançou |
| 50 m borboleta masculino | Jonathan Ponson | 25.59        | 9º (3º q2)   | 25.51       | 9º (5º sf2) | Não avançou | Não avançou |
| 200 m livre feminino     | Saskia Postma   | 2:13.64      | 38º (6º q2)  | Não houve   | Não houve   | Não avançou | Não avançou |
| 400 m livre feminino     | Saskia Postma   | 4:41.63      | 25º (2º q1)  | Não houve   | Não houve   | Não avançou | Não avançou |

## Judô
| Evento              | Atleta         | 1ª rodada    | 2ª rodada                    | 2ª rodada repescagem | 3ª rodada repescagem        | Semifinais repescagem | Final repescagem B | Disputa pelo bronze B | Pos. final |
| ------------------- | -------------- | ------------ | ---------------------------- | -------------------- | --------------------------- | --------------------- | ------------------ | --------------------- | ---------- |
| Até 66 kg masculino | Brandon Arends | Sem oponente | PRK Song-Chol Hyon D 000-110 | Sem oponente         | SEN Babacar Cissé D 000-100 | Não avançou           | Não avançou        | Não avançou           | --         |

| Evento         | Atleta                                           | 1ª rodada                  | 2ª rodada                 | Semifinais  | Final       | Pos. final |
| -------------- | ------------------------------------------------ | -------------------------- | ------------------------- | ----------- | ----------- | ---------- |
| Equipes mistas | Brandon Arends (como integrante da equipe Osaka) | ZZX Equipe Barcelona V 5-3 | ZZX Equipe Belgrado D 4-4 | Não avançou | Não avançou | 5º         |

## Vela
| Evento            | Atleta                | Regata | Regata | Regata | Regata | Regata | Regata | Regata | Regata | Regata | Regata | Regata | Regata | Pontos | Posição |
| Evento            | Atleta                | 1      | 2      | 3      | 4      | 5      | 6      | 7      | 8      | 9      | 10     | 11     | M      | Pontos | Posição |
| ----------------- | --------------------- | ------ | ------ | ------ | ------ | ------ | ------ | ------ | ------ | ------ | ------ | ------ | ------ | ------ | ------- |
| Byte CII feminino | Nicole van der Velden | 29     | 29     | 31     | 29     | 24     | 21     | 25     | 26     | 23     | 25     | 25     | 31     | 258    | 27º     |

Notas:
- M – Regata da Medalha
- OCS – On the Course Side of the starting line
- DSQ – Disqualified (Desclassificado)
- DNF – Did Not Finish (Não completou)
- DNS – Did Not Start (Não largou)
- BFD – Black Flag Disqualification (Desclassificado por bandeira preta)
- RAF – Retired after Finishing (Retirou-se após completar a prova)